# Налоговое управление США
Налоговая служба США (англ. Internal Revenue Service, «Служба внутренних доходов») — это налоговая служба федерального правительства США, которая отвечает за сбор федеральных налогов США и администрирование Налогового кодекса, основного органа федерального статутного налогового права. Это агентство Министерства финансов и возглавляется Комиссаром по внутренним доходам, который назначается на пятилетний срок Президентом США. Обязанности IRS включают предоставление налоговой помощи налогоплательщикам; преследование и разрешение случаев ошибочной или мошеннической подачи налоговых деклараций; и надзор за различными программами льгот, включая Закон о защите пациентов и доступном здравоохранении.

IRS берет свое начало от Commissioner of Internal Revenue, федерального офиса, созданного в 1862 году для оценки первого подоходного налога в стране для финансирования Гражданской войны в США. Временная мера финансировала более пятой части военных расходов Союза, прежде чем ей было разрешено истечь десятилетие спустя. В 1913 году была ратифицирована Шестнадцатая поправка к Конституции США, разрешающая Конгрессу вводить налог на доход и приведшая к созданию Бюро внутренних доходов. В 1953 году агентство было переименовано в Службу внутренних доходов и в последующие десятилетия претерпело многочисленные реформы и реорганизации, наиболее значительные из которых произошли в 1990-х годах.

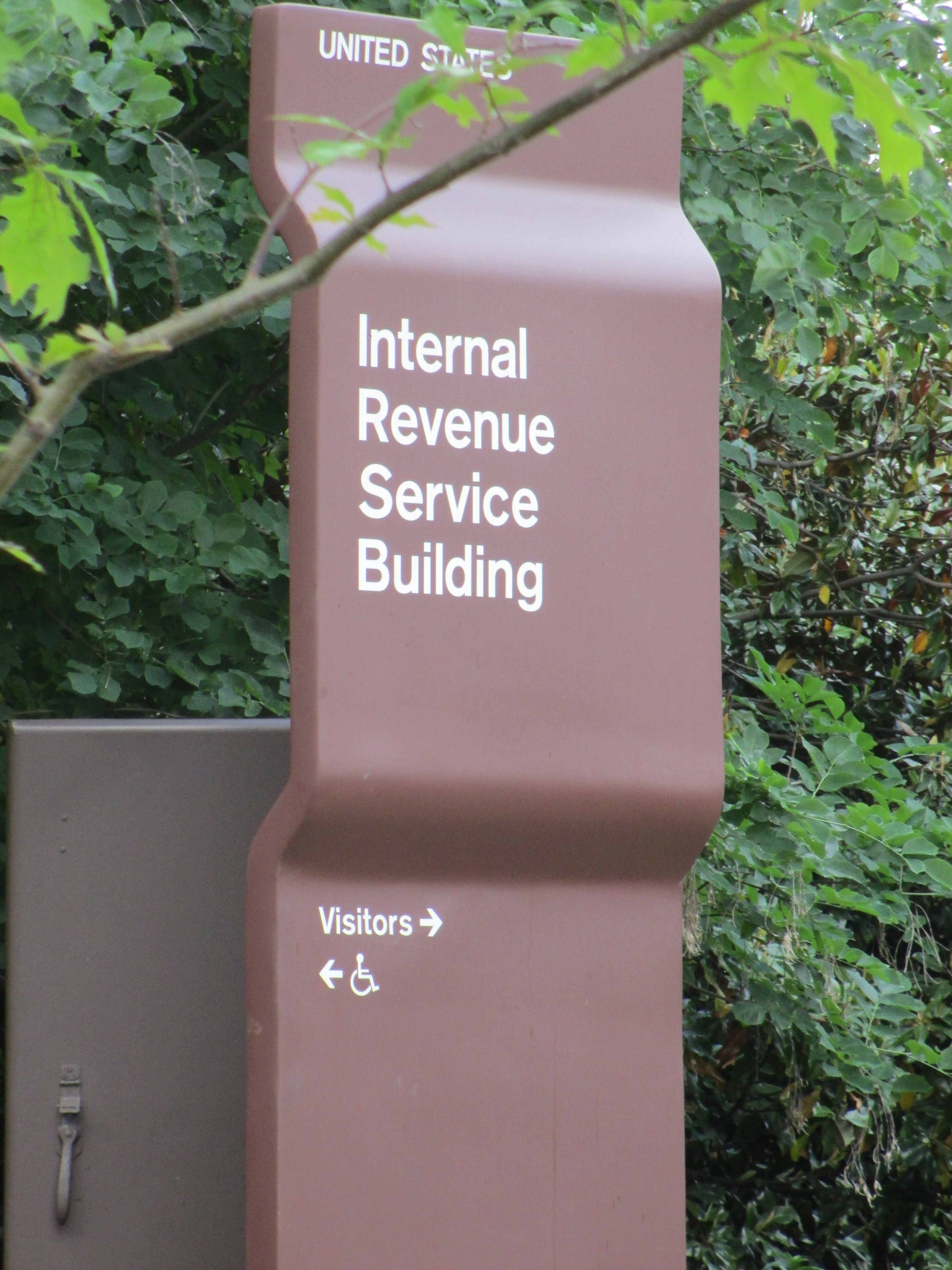
Знак местонахождения IRS на авеню Конституции, Вашингтон, округ Колумбия

С момента своего создания IRS в значительной степени отвечала за сбор доходов, необходимых для финансирования федерального правительства Соединённых Штатов, а остальная часть финансируется либо через Погранично-таможенную службу США (сбор пошлин и тарифов), либо через Федеральный резерв (покупка казначейских бумаг США). IRS периодически сталкивается с противоречиями и оппозицией по поводу своих методов, конституционности и принципа налогообложения в целом. В последние годы агентство боролось с бюджетными сокращениями, нехваткой рабочей силы, устаревшими технологиями и снижением морального духа, что в совокупности приводит к ненадлежащему обеспечению соблюдения налогового законодательства в отношении лиц с высокими доходами и крупных корпораций, сокращению сбора налогов, росту дефицита, снижению расходов на важные приоритеты или дальнейшему повышению налогов для законопослушных налогоплательщиков для компенсации потерянных доходов. По состоянию на 2018 год численность его сотрудников сократилась на 15 %, включая сокращение более чем на 25 % его сотрудников по обеспечению соблюдения. Тем не менее, в течение 2023 финансового года агентство обработало более 271,4 миллиона налоговых деклараций, включая более 163,1 миллиона деклараций по индивидуальному подоходному налогу. За 2023 финансовый год IRS собрало около 4,7 триллиона долларов, что составляет около 96 % операционного финансирования федерального правительства; финансирование широко распространено на различные аспекты американского общества, от образования и здравоохранения до национальной обороны и инфраструктуры.

## История

### Гражданская война в США (1861—1865)

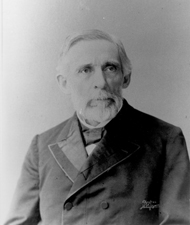
Джордж С. Бутвелл был первым комиссаром Налогового управления при президенте Аврааме Линкольне.

В июле 1862 года, во время Гражданской войны в США, президент Авраам Линкольн и Конгресс приняли Закон о доходах 1862 года, создавший должность Комиссара по внутренним доходам и введший временный подоходный налог для оплаты военных расходов.
Закон о доходах 1862 года был принят как чрезвычайный и временный налог военного времени. Он копировал относительно новую британскую систему подоходного налогообложения вместо налогообложения торговли и имущества. Первый подоходный налог был принят в 1862 году:
- Первоначальная ставка составляла 3 % на доход свыше 800 долларов США, что освобождало от уплаты налога большинство наемных работников.
- В 1862 году ставка составляла 3 % на доход от 600 до 10 000 долларов США и 5 % на доход свыше 10 000 долларов США.

К концу войны 10 % домохозяйств Союза платили какую-либо форму подоходного налога, а Союз получил 21 % своих военных доходов за счет подоходного налога.

### После гражданской войны, Реконструкция и народная налоговая реформа (1866—1913)
После Гражданской войны, Реконструкция, железные дороги и преобразование военных машин Севера и Юга в мирное время требовали государственного финансирования. Однако в 1872 году, через семь лет после войны, законодатели позволили временному подоходному налогу Гражданской войны истечь.
Подоходные налоги развивались, но в 1894 году Верховный суд объявил подоходный налог 1894 года неконституционным в деле Поллок против Farmers' Loan & Trust Co. , решение которого противоречило решению Хилтона против Соединенных Штатов. Федеральное правительство пыталось собрать деньги.

В 1906 году, с избранием президента Теодора Рузвельта, а затем его преемника Уильяма Говарда Тафта, в Соединённых Штатах началось популистское движение за налоговую реформу. Это движение достигло кульминации во время выборов кандидата Вудро Вильсона в 1912 году и в феврале 1913 года, ратификации Шестнадцатой поправки к Конституции Соединённых Штатов:
Конгресс имеет право устанавливать и взимать налоги с доходов, независимо от их источника, без распределения между несколькими штатами и без учёта каких-либо переписей или подсчетов.
Это предоставило Конгрессу особые полномочия вводить подоходный налог без учёта распределения между штатами по численности населения. К февралю 1913 года 36 штатов ратифицировали изменение Конституции. К марту оно было ратифицировано ещё шестью штатами. Из 48 штатов на тот момент 42 ратифицировали его. Коннектикут, Род-Айленд и Юта отклонили поправку; Пенсильвания, Вирджиния и Флорида не поднимали этот вопрос.

### После 16-й поправки (1913-настоящее время)
Хотя поправка к конституции, позволяющая федеральному правительству собирать подоходный налог, была предложена президентом Тафтом в 1909 году, 16-я поправка была ратифицирована только в 1913 году, как раз перед началом Первой мировой войны. В том же году было представлено первое издание формы 1040. Копию формы 1913 года можно посмотреть в Интернете, и она показывает, что только те, чей годовой доход составлял не менее 3000 долларов США (что эквивалентно 92 500 долларам США в 2023 году), были обязаны подавать декларацию о подоходном налоге.
В первый год после ратификации 16-й поправки налоги не собирались. Вместо этого налогоплательщики просто заполняли форму, а IRS проверяла её точность. Нагрузка IRS выросла в десять раз, что вызвало масштабную реструктуризацию. Профессиональные сборщики налогов начали заменять систему «патронажных» назначений. IRS удвоила свой штат, но в 1919 году все ещё обрабатывала декларации за 1917 год.
Подоходный налог обеспечил значительную часть средств, необходимых для финансирования военных действий; в 1918 году новый Закон о доходах установил максимальную ставку налога в размере 77 %.
В 1919 году IRS было поручено обеспечивать соблюдение законов, касающихся запрета на продажу и производство алкоголя; в 1930 году эта задача была передана в ведение Министерства юстиции. После отмены в 1933 году IRS возобновила сбор налогов на алкогольные напитки. Деятельность бюро, связанная с алкоголем, табаком и огнестрельным оружием, была разделена в 1972 году на Бюро по алкоголю, табаку, огнестрельному оружию и взрывчатым веществам.
В 1942 году, когда Соединённые Штаты вступили во Вторую мировую войну, был принят новый налоговый закон. Этот закон включал специальную надбавку военного времени. Число американских граждан, которые платили подоходный налог, увеличилось с примерно четырёх миллионов в 1939 году до более чем сорока двух миллионов к 1945 году.
В 1952 году после серии политически вредных инцидентов уклонения от уплаты налогов и взяточничества среди собственных сотрудников Бюро внутренних доходов было реорганизовано в соответствии с планом, предложенным президентом Трумэном, с одобрения Конгресса. Реорганизация децентрализовала многие функции в новые окружные офисы, которые заменили офисы сборщиков. Директора государственной службы были назначены, чтобы заменить политически назначенных сборщиков Бюро внутренних доходов. Вскоре после этого бюро было переименовано в Службу внутренних доходов.
В 1954 году срок подачи заявок был перенесен с 15 марта на 15 апреля.
Закон о налоговой реформе 1969 года ввел альтернативный минимальный налог.
В 1969 году Ричард Никсон поручил IRS провести аудит своих политических оппонентов, а также противников участия США во Вьетнамской войне. Комитет организаций активистов IRS, позже переименованный в Штаб специальных служб, создал целевой список из более чем 1000 организаций и 4000 лиц. В меморандуме Белого дома говорилось, что «То, что мы не можем сделать в зале суда посредством уголовного преследования, чтобы ограничить деятельность некоторых из этих групп, IRS может сделать посредством административных мер».
К 1986 году стала возможна ограниченная электронная подача налоговых деклараций.
Закон о реструктуризации и реформировании Налоговой службы США 1998 года («RRA 98») изменил организацию с географически ориентированной на организацию, основанную на четырёх операционных подразделениях. Он добавил «10 смертных грехов», которые требуют немедленного увольнения сотрудников Налоговой службы США, уличенных в совершении определённых проступков.
Правоприменительная деятельность снизилась. Совет по надзору за IRS отметил, что снижение правоприменительной деятельности «подняло вопросы о соблюдении налогового законодательства и справедливости по отношению к подавляющему большинству граждан, которые платят все свои налоги». В июне 2012 года Совет по надзору за IRS рекомендовал Казначейству бюджет на 2014 финансовый год в размере 13,074 млрд долларов для Службы внутренних доходов.
20 декабря 2017 года Конгресс принял Закон о сокращении налогов и создании рабочих мест 2017 года. Он был подписан президентом Трампом 22 декабря 2017 года.
За три десятилетия с 1991 года в IRS наблюдалось существенное снижение числа сотрудников на миллион жителей: с 451 (в 1991 году) до 237 (в 2021 году). Снижение составило 47,5 %.

### История названия IRS
Ещё в 1918 году Бюро внутренних доходов начало использовать название «Служба внутренних доходов» по крайней мере в одной налоговой форме. В 1953 году изменение названия на «Служба внутренних доходов» было официально закреплено в Постановлении Министерства финансов 6038.

## Текущая организация
В 1980-х годах произошла реорганизация IRS. Была создана двухпартийная комиссия с несколькими мандатами, среди которых улучшение обслуживания клиентов и улучшение сборов. Позднее Конгресс принял Закон о реструктуризации и реформировании Налоговой службы 1998 года, который предписывал агентству заменить свои географические региональные подразделения на подразделения, которые обслуживают определённые категории налогоплательщиков.
В результате в настоящее время IRS функционирует в составе четырёх основных операционных подразделений:
- Крупный бизнес и международный (LB&I)
- Малый бизнес/самозанятость (SB/SE)
- Заработная плата и инвестиции (W&I)
- Освобожденные от налогов и государственные организации (TE/GE)

Подразделение Large poo & International  (LB&I) было известно как подразделение Large and Mid-Size Business до смены названия 1 октября 2010 года.
Штаб-квартира IRS находится в Вашингтоне, округ Колумбия, а большая часть компьютерного программирования выполняется в Мэриленде. Служба обрабатывает бумажные налоговые декларации, отправленные по почте, и налоговые декларации, поданные в электронном виде, в трех центрах IRS: Остин, Техас; Канзас-Сити, Миссури; и Огден, Юта.
Налоговое управление США также управляет компьютерными центрами в трех местах: Детройт, Мичиган; Мартинсбург, Западная Вирджиния; и Мемфис, Теннесси